# Odontocera nigriclavis
Odontocera nigriclavis là một loài bọ cánh cứng trong họ Cerambycidae.